# 綾里けいし
綾里 けいし（あやさと けいし、女性、1987年4月6日 - ）は、日本の小説家。愛知県出身、同県在住。

## 経歴
愛知淑徳大学在学中の2009年、『B.A.D -繭墨あざかと小田桐勤の怪奇事件簿-』で第11回エンターブレインえんため大賞小説部門優秀賞を受賞。同作を『B.A.D.1 繭墨は今日もチョコレートを食べる』へと改稿・改題し、翌年の2010年にエンターブレイン発行のファミ通文庫よりデビューした。
2012年から2013年にかけて、ファミ通文庫公式webサイトFBOnlineにて『アリストクライシ』を連載。2016年2月29日からは、小説投稿サイトカクヨムで『幻獣調査員』シリーズの先行連載を開始した。
2022年、プロ作家によるライトノベル短編コンテストである第1回「MF文庫J evo」において第1位となる。掲載作品は2023年7月に長編に加筆修正され刊行された。

## 作品リスト

### 小説

#### シリーズ作品
- “B.A.D.”Beyond Another Darkness（イラスト：kona、ファミ通文庫、本編全13巻、短編集4巻、2010年10月 - 2014年12月）
- アリストクライシ（イラスト：るろお、ファミ通文庫、全4巻〈最終巻は一次創作同人誌〉、2013年3月 - 2023年2月）
- 幻獣調査員（イラスト：lack、ファミ通文庫、既刊2巻、カクヨムにて先行連載された）
  1. 2016年6月30日発売、ISBN 978-4-04-734199-9
  2. 2017年6月30日発売、ISBN 978-4-04-734678-9
- 異世界拷問姫（イラスト：鵜飼沙樹、MF文庫J、本編全10巻、外伝全3巻）
  - 『異世界拷問姫』2016年4月25日発売、ISBN 978-4-04-068117-7
  - 『異世界拷問姫2』2016年9月23日発売、ISBN 978-4-04-068631-8
  - 『異世界拷問姫3』2017年2月25日発売、ISBN 978-4-04-068774-2
  - 『異世界拷問姫4』2017年6月24日発売、ISBN 978-4-04-069283-8
  - 『異世界拷問姫5』2017年10月25日発売、ISBN 978-4-04-069507-5
  - 『異世界拷問姫6』2018年3月24日発売、ISBN 978-4-04-069809-0
  - 『異世界拷問姫7』2018年10月25日発売、ISBN 978-4-04-065095-1
  - 『異世界拷問姫7.5』2019年2月25日発売、ISBN 978-4-04-069442-9
  - 『異世界拷問姫8』2019年9月25日発売、ISBN 978-4-04-065853-7
  - 『異世界拷問姫9』2020年2月25日発売、ISBN 978-4-04-064545-2
  - 『異世界拷問姫外伝 エリザベートと櫂人の長い夜』2020年8月25日発売（電子書籍）[6]
  - 『異世界拷問姫外伝2 獣耳狂想曲』2020年8月25日発売（電子書籍）[7]
  - 『異世界拷問姫外伝3 入れ替わりロンドと眠り姫の口づけ』2020年8月25日発売（電子書籍）[8]
- 終焉ノ花嫁（イラスト：村カルキ、MF文庫J、既刊3巻、同人誌1巻〈MF文庫Jの続編および未収録作品〉）
  - 『終焉ノ花嫁』2020年7月20日発売、ISBN 978-4-04-064800-2
  - 『終焉ノ花嫁2』2020年9月25日発売、ISBN 978-4-04-064803-3
  - 『終焉ノ花嫁3』2021年2月25日発売、ISBN 978-4-04-680083-1
  - 『終焉ノ花嫁 after story』2021年3月29日発売[9]
- 霊能探偵・藤咲藤花は人の惨劇を嗤わない（イラスト：生川、ガガガ文庫、全4巻）
  1. 2021年11月18日発売、ISBN 978-4-09-453042-1
  2. 2022年6月17日発売、ISBN 978-4-09-453074-2
  3. 2022年12月20日発売、ISBN 978-4-09-453107-7
  4. 2023年6月20日発売、ISBN 978-4-09-453131-2
- 魔導書学園の禁書少女（イラスト：みきさい、角川スニーカー文庫、既刊2巻）
  - 『魔導書学園の禁書少女 少年、共に禁忌を紡ごうか』2022年4月1日発売、ISBN 978-4-04-112308-9
  - 『魔導書学園の禁書少女2 少年、共に誓いを結ぼうか』2022年9月30日発売、ISBN 978-4-04-112309-6
- カルネアデス（イラスト・企画：rurudo、MF文庫J、既刊3巻）
  1. 天使警察エルと気弱な悪魔 2023年9月25日発売、ISBN 978-4-04-682639-8
  2. 孤高の吸血姫と孤独な迷い猫 2024年1月25日発売、ISBN 978-4-04-682640-4
  3. 空白の聖女と林檎の片割れ 2024年11月25日発売、ISBN 978-4-04-683476-8

#### 単刊作品
- ヴィランズテイル 有坂有哉と食べられたがりの白咲初姫（イラスト：リラル、ファミ通文庫、2015年5月30日発売、ISBN 978-4-04-730503-8）
- 魔獣調教師ツカイ・J・マクラウドの事件録 獣の王はかく語りき（イラスト：鵜飼沙樹、NOVEL 0、2016年7月15日発売、ISBN 978-4-04-256017-3）
- 魔女の愛し仔（イラスト：一色、星海社FICTIONS、2020年7月17日発売、ISBN 978-4-06-520439-9）
- 悪逆大戦 地獄の王位簒奪者は罪人と踊る（イラスト：ろるあ、MF文庫J、2022年3月25日発売、ISBN 978-4-04-681289-6）
- 偏愛執事の悪魔ルポ（イラスト：バツムラアイコ、講談社タイガ、2022年5月13日発売、ISBN 978-4-06-528011-9）
- 夜獣使い──黒き鏡（イラスト：青依青、ハヤカワ文庫JA、2023年6月20日発売、ISBN 978-4-15-031554-2）
- 魍魎探偵今宵も騙らず（イラスト：モンブラン、MF文庫J、2023年7月25日発売、ISBN 978-4-04-682659-6）
- 人喰い鬼の花嫁（イラスト：久賀フーナ、講談社タイガ、2023年8月10日発売、ISBN 978-4-06-532830-9）
- 超探偵事件簿 レインコード ユーマを待ちながら（原作・監修：スパイク・チュンソフト、イラスト：花澤明、KADOKAWA、2023年8月30日発売、ISBN 978-4-04-737581-9）
- スタァ・ミライプロジェクト 歌姫編（イラスト：夏炉、MF文庫J、2024年6月25日発売、ISBN 978-4-04-683702-8）
- 死神公女フリージアは、さよならを知らない（イラスト：藤実なんな、角川スニーカー文庫）、2024年10月1日発売、ISBN 978-4-04-11531-61）
- 悪役令嬢について（イラスト：水視ずみ、ガガガブックスf、2025年6月18日発売、ISBN 978-4-09-461188-5）
- 聖女聖戦─大罪勇者と思い出の魔女─（イラスト：Genyaky、ダッシュエックス文庫、2025年6月25日発売、ISBN 978-4-08-631609-5）

### アンソロジー収録作品
- 「ネオンテトラのジレンマ」 （『ショートストーリーズ 3分間のボーイ・ミーツ・ガール』〈ファミ通文庫、2011年7月30日発売、ISBN 978-4-04-727397-9〉収録）
- 「猫ノ手ノ子」 （『ホラーアンソロジー1 "赤"』〈ファミ通文庫、2012年7月30日発売、ISBN 978-4-04-728210-0〉収録）
- 「クローズドアンツ」 （『ホラーアンソロジー2 "黒" 』〈ファミ通文庫、2012年8月30日発売、ISBN 978-4-04-728298-8〉収録）
- 「宵下様探索部」 （『部活アンソロジー1 「青」』〈ファミ通文庫、2013年8月9日初版発行、ISBN 978-4-04-729013-6〉収録）
- 「In the Room」 （『ショートストーリーズ 僕とキミの15センチ』〈ファミ通文庫、2017年10月30日発売、ISBN 978-4-04-734747-2〉収録）

### 雑誌掲載作品
小説
- 「人形の魂・邂逅」 - 『ハヤカワミステリマガジン』2023年9月号（早川書房）

### 漫画原作
- 『匣庭の葬送師』（マンガPark、連載中、漫画：京一）[10]

### その他
- ログ・ホライズン TRPG リプレイ（イラスト：尾崎智美、KADOKAWA）全4巻 - 狼牙族セイネとしてセッションに参加。

1. 宵闇の姫と冒険者（2014年4月、ISBN 978-4-04-729360-1）
2. ごちそうキッチンと病の典災（2014年10月、ISBN 978-4-04-729929-0）
3. 山羊スラ戦車と終わらない旅 上（2015年4月、ISBN 978-4-04-730267-9）
4. 山羊スラ戦車と終わらない旅 下（2015年5月 ISBN 978-4-04-730425-3）